# Sněhurka (Jičínská pahorkatina)
Sněhurka (též Velká Sněhurka) je 294 m n. m. vysoký vrch v okrese Mladá Boleslav Středočeského kraje, v CHKO Český ráj. Leží asi 1 km severozápadně od vsi Kamenice, na katastrálním území vsi Srbsko.
Asi 360 metrů severovýchodně leží vedlejší vrchol Malá Sněhurka 291 m n. m.

## Geomorfologické zařazení
Geomorfologicky vrch náleží do celku Jičínská pahorkatina, podcelku Turnovská pahorkatina, okrsku Vyskeřská vrchovina, podokrsku Příhrazská vrchovina a Boseňské části.

## Přístup
Automobilem lze přijet na rozcestí Chrby u vrchu Chrby nebo ke Komárovskému rybníku. Tyto dva body spojuje zelená turistická značka, jež vede těsně severně kolem Velké a Malé Sněhurky.